# Оберросбах
Оберросбах (нем. Oberroßbach) — община в Германии, в земле Рейнланд-Пфальц. 
Входит в состав района Вестервальд. Подчиняется управлению Реннерод.  Население составляет 335 человек (на 31 декабря 2010 года). Занимает площадь 2,81 км².